# Una famiglia all'improvviso
Una famiglia all'improvviso (People Like Us) è un film del 2012 diretto da Alex Kurtzman e interpretato da Chris Pine, Elizabeth Banks, Olivia Wilde e dalla candidata all'Oscar Michelle Pfeiffer.

## Trama
Dopo aver appreso della morte del padre Jerry, Sam parte da New York per Los Angeles. L'avvocato testamentario gli consegna 150.000 dollari ed un biglietto del padre defunto in cui è pregato di consegnare il denaro a sua figlia Frankie e a Josh, due persone di cui prendersi cura. In quel momento Sam si rende conto che il padre aveva una doppia vita e di avere una sorellastra e un nipote. Afflitto, però, da problemi economici Sam decide di tenersi i soldi e di conoscere, nel frattempo, i due senza palesare la sua identità.
Dato che Frankie è un'ex alcolista, si finge tale anch'egli, instaura un bel rapporto col ragazzino ma, quando il sentimento della sorella sta per tramutarsi in qualcosa di più è costretto a rivelarsi e consegna i soldi. Frankie, essendo stata abbandonata anche dal compagno che la mise incinta oltre che dal padre Jerry, tronca ogni rapporto con lui, accetta i soldi solo per dare a Josh un futuro migliore e cambia abitazione. A questo punto Sam, che dovrebbe tornare a New York per risolvere problemi di lavoro, si ferma ancora un po' a casa della madre Lillian.
Proprio per questo, però, viene rintracciato da Josh che si presenta a casa di Lillian e lascia un biglietto con il nuovo indirizzo. Sam ritorna quindi da Frankie per cercare di riunire la famiglia: subito Frankie è restia ma poi Sam le fa vedere un filmato dove, da bambina, è in un parco giochi e Sam le viene incontro e gioca con lei perché Jerry, giunto al parco con Lillian e Sam, ha in realtà fatto venire anche la sua prima donna e la loro figlia Frankie. Frankie accetta di riallacciare i rapporti con Sam soprattutto vista l'intesa tra lui e Josh.

## Personaggi
- Sam è il protagonista del film. All'inizio del film scopre di avere una sorellastra di nome Frankie, alla quale deve dei soldi. Conosce Frankie e suo figlio, si affeziona presto a loro, tanto da diventare come un fidanzato per Frankie ma rischia di rovinare tutto quando si rivela essere fratellastro di Frankie
- Frankie è la sorellastra di Sam, nonché figlia di Jerry, ha un figlio di nome Josh e suo padre l'ha abbandonata quando era bambina per andare a vivere con Sam e sua madre Lillian: per questo e per la morte prematura della madre, diventa alcolista in età adulta prima di avere Josh. Si innamora di Sam, prima di scoprire che è suo fratellastro, figlio di Jerry che l'ha abbandonata.
- Hannah è la compagna di Sam. È lei a dare la notizia a Sam della morte di suo padre.
- Lillian è la madre di Sam, con il quale non ha un ottimo rapporto. Soffre molto per la morte di suo marito Jerry e solo alla fine dirà a Sam che il padre aveva abbandonato sua figlia Frankie per loro due e che era stata lei a costringerlo a scegliere: per questo si può dire che giochi il ruolo di antagonista del film.
- Josh è il figlio di Frankie ed è un ragazzo scapestrato che combina spesso guai. Frequenta quotidianamente una psicologa accompagnato da sua madre che vuole liberarsi dell'alcolismo; ha dei gusti musicali affini a quelli di Sam e grazie a questo stringe da subito un rapporto di complicità con lui.

## Distribuzione
Il film è stato distribuito nelle sale statunitensi il 29 giugno 2012. In Italia è stato distribuito limitatamente il 3 agosto dello stesso anno.
Mentre in home video il film è stato distribuito in America il 2 ottobre in DVD e Blu-Ray, in Italia il 16 gennaio 2013 nel solo formato DVD.